# إليس باول
إليس باول (بالإنجليزية: Ellis Paul)‏ هو مغن مؤلف ومغني أمريكي، ولد في 14 يناير 1965 في فورت كينت في الولايات المتحدة.

## وصلات خارجية
- إليس باول على موقع IMDb (الإنجليزية)
- إليس باول على موقع ميوزك برينز (الإنجليزية)
- إليس باول على موقع أول ميوزيك (الإنجليزية)
- إليس باول على موقع ديسكوغز (الإنجليزية)